# 神戸市立上筒井小学校
神戸市立上筒井小学校（こうべしりつかみつついしょうがっこう）は、兵庫県神戸市中央区野崎通1丁目にある公立小学校。

## 概要
シンボルは「クスノキ」であり、2本あるうちの1本は、その形状から「ブロッコリーの木」と呼ばれている。

## 沿革
- 1942年9月 - 上筒井国民学校の開校。（福住国民学校より校区分離）
- 1943年
  - 3月 - 新校舎移転。
  - 9月 - 岡山県小田郡へ集団疎開。
- 1945年
  - 6月 - 神戸大空襲により校舎・校区の大部分が全焼。
  - 10月 - 戦災の影響により、福住国民学校校舎で授業を行う。
- 1947年6月 - 神戸市立上筒井小学校に改称。
- 1949年4月12日 - 福住小学校より本校校舎に移転。

## 教育目標
- 人間性豊かな調和のとれた子 ～やさしい言葉 あたたかい心～

## 通学区域
校区は以下の通り。
- 神戸市中央区
  - 籠池通1～5丁目、上筒井通1～5丁目、神仙寺通1～4丁目、中島通1～4丁目、野崎通1～4丁目、葺合町(キイキ谷・ヒジリ谷)
- 神戸市灘区
  - 青谷町1～4丁目、城の下通3丁目(1番14～19号・2番15～23号・3～7番・8番48～54号)

## 校区内の主な施設
- 神戸市立筒井台中学校（進学先中学校）
- 神戸市立葺合高等学校
- 松蔭中学校・高等学校
- 神戸労災病院

## 交通
- 阪急神戸本線王子公園駅より500m
- 東海道本線（JR神戸線）灘駅より800m
- 神戸市バス（90・92系統）上筒井1丁目より200m

## 通学区域が隣接している学校
- 神戸市立宮本小学校
- 神戸市立雲中小学校
- 神戸市立摩耶小学校
- 神戸市立福住小学校